# Bella Block: Am Abgrund
Am Abgrund ist ein deutscher Fernsehfilm aus dem Jahr 2018. Es handelt sich um den achtunddreißigsten und letzten Filmbeitrag der ZDF-Kriminalfilmreihe Bella Block.

## Handlung
Staatsanwalt Mehlhorn wird vor den Augen Bella Blocks getötet, als sein Auto explodiert. Auf der Suche nach dem Täter geraten Kommissar Schnaak und Bella inmitten von Korruption und Amtsmissbrauch in der Hamburger Justiz und einer städtischen Wohnungsbaugesellschaft. Sie haben den Verdacht, dass Mehlhorn sterben musste, weil er diesen Machenschaften auf der Spur war. Dessen Unterlagen richten den Fokus auf den städtischen Baudirektor Kling und seine Schwester Bianca, eine Familienrichterin, den berüchtigten Immobilien-Anwalt Maaslich sowie Mehlhorns Vorgesetzten, Generalstaatsanwalt Beerholt.
Maaslich beauftragt Raven Morlock, den grausamen Chef einer Einbrecherbande von Kindern, um Bella Block von ihren Nachforschungen abzuhalten. Bella Blocks ehemaliger Lebensgefährte Simon Abendroth kommt von seiner Weltreise zurück und besucht sie. Auch er kann ihr die Ermittlungen nicht ausreden.
Morlock versucht Bella Block umzubringen und es wie einen Selbstmord aussehen zu lassen. Da man sie aber noch rechtzeitig entdeckt, wird sie in der Psychiatrie untergebracht, aus der sie von Morlock befreit wird. Als der aus der Provinz zur Unterstützung Bella Blocks angereiste Jan Martensen von Morlock in einer alten Fabrikhalle festgehalten wird, kommt es zum Showdown, bei dem Morlock von Bella Block in Notwehr erschossen wird.

## Hintergrund
Am Abgrund ist eine Produktion der UFA Fiction im Auftrag des ZDF. Der Film wurde in Hamburg gedreht und am 24. März 2018 um 20:15 Uhr im ZDF erstausgestrahlt. Devid Striesow, der die Reihe wegen seiner Tatort-Rolle Jens Stellbrink im Jahre 2012 verließ, spielt hier noch einmal mit.

## Rezeption
Tilmann P. Gangloff befand in seiner Kritik in der Frankfurter Rundschau, dass sich Susanne Schneider eine Geschichte ausgedacht habe, „die noch mal großes Fernsehen und ein würdiger Abschluss der Reihe ist“. David Denk urteilte dagegen in der Süddeutschen Zeitung, Am Abgrund biete einen „überladenen, konfusen Fall, der unterm Strich weder der Krimihandlung noch seiner scheidenden Heldin gerecht wird“.
Mit 6,99 Millionen Zuschauern erreichte die Folge 22,7 Prozent Marktanteil.